# Aristolochia harmandiana
Aristolochia harmandiana là một loài thực vật có hoa trong họ Aristolochiaceae. Loài này được Pierre ex Lecomte mô tả khoa học đầu tiên năm 1909.